# Université Notre-Dame-de-Namur
Pour les Facultés universitaires Notre-Dame de la Paix à Namur, voir Université de Namur.
L'université Notre-Dame-de-Namur (en anglais : Notre Dame de Namur University ou NDNU) est une université privée catholique située à Belmont dans l'État de Californie aux États-Unis. Il s'agit de la cinquième plus ancienne université de l'État et la première université californienne à avoir reçu l’autorisation de délivrer un baccalauréat universitaire aux femmes.

## Histoire
Notre Dame de Namur University a été fondé par les sœurs de Notre-Dame de Namur en tant que College of Notre Dame en 1851 à San José (Californie). L'université a été, en 1868, la première université californienne à avoir reçu l’autorisation de délivrer un baccalauréat universitaire aux femmes. En 1922, les sœurs ont racheté le Ralston Hall (en), le pavillon d'été de William Chapman Ralston, le fondateur de la Bank of California.
En 2001, l'université est renommée en Notre Dame de Namur University.

## Administration
L'université Notre-Dame-de-Namur est une association à but non lucratif administrée par un conseil d'administration.

## Personnalités liées
- Eddie Calvo, politicien, gouverneur de Guam
- Abigail Campbell Kawānanakoa, politicienne et princesse d'Hawaï
- Barbara Morgan, astronaute
- Dorothy Stang, religieuse, Sœurs de Notre-Dame de Namur

## Traduction
- (en) Cet article est partiellement ou en totalité issu de l’article de Wikipédia en anglais intitulé « Notre Dame de Namur University » (voir la liste des auteurs).